# 宇都宮市宮原運動公園野球場
宇都宮市宮原運動公園野球場（うつのみやしみやはらうんどうこうえんやきゅうじょう）は、栃木県宇都宮市にある野球場。宇都宮市宮原運動公園の敷地内にある。宇都宮常設球場をルーツに持ち、1961年に現在地に開設した。老朽化のため2017年より解体し新球場を建設。2024年4月より新球場の使用開始予定。通称は宮原球場。

## 施設概要
高校野球では2005年までは夏の大会でも使われていたが、加盟高校が減少したことにより使用されなくなり、その後、春・秋の大会でも使用されなくなった。その後、少年野球などアマチュア野球公式戦が行われていたが、2015年に市により改築の方針が明らかにされた。2017年には「最後の試合」（日本ハム旗第19回関東学童軟式野球新人大会県予選の一部）が戦われ、55年間の歴史に一旦幕を閉じた。
新球場は2022年10月に着工。2024年2月に完成し総工費17億円で、エレベーターを備えるスタンドは3階建てで約1200席、内野は黒土に、外野は天然芝となった。2024年4月より供用開始（予約受付は3月より開始）。周囲は住宅街であり広い駐車場を確保しにくいため、宇都宮清原球場との役割分担で、興行使用を不可とし、小中学生の大会での使用を想定したコンパクトな球場とした。

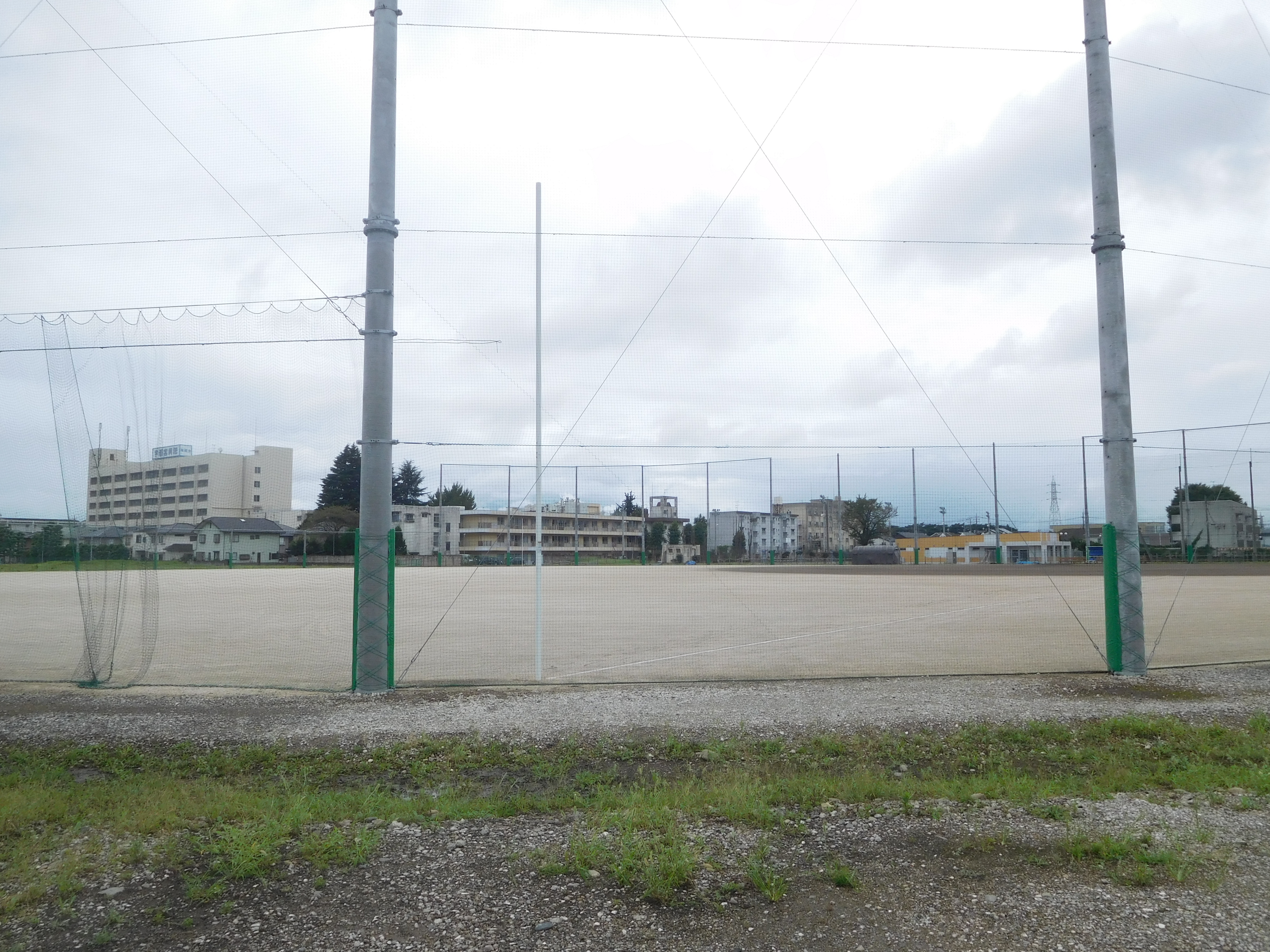
解体後の旧球場（2020年）
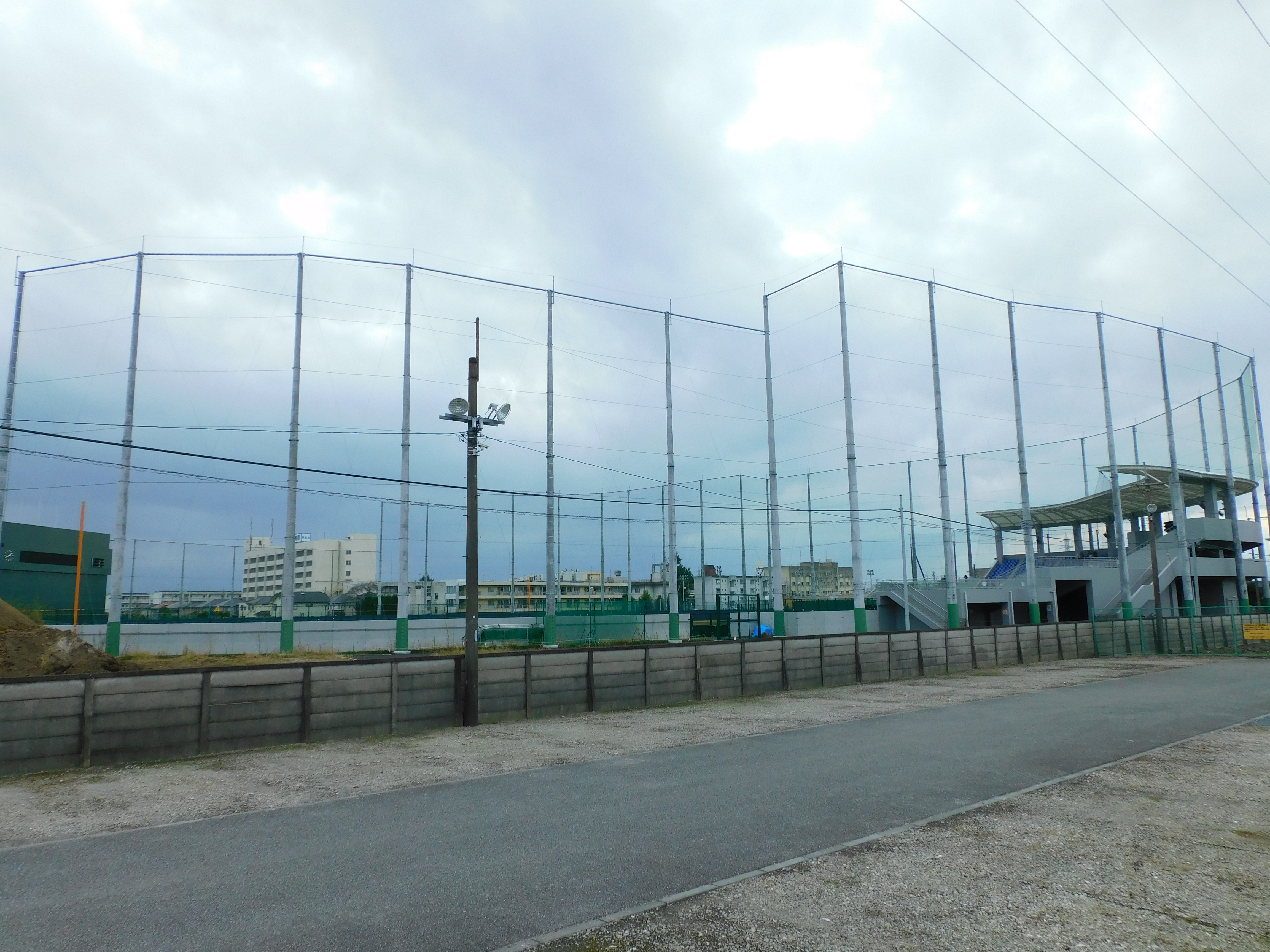
完成後の新球場（場外から）

### 再整備後
- 両翼：98m[6]
- 中堅：122m[6]
- 収容人員：約2,300人[6]
- 照明設備：なし[6]

### 旧施設
- 両翼：91m
- 内野：120m
- 収容人員：約1万人（バックネット裏：椅子席、内野・外野席：コンクリート席）
- 照明設備：なし（2011年までは存在していたが、東北地方太平洋沖地震の影響を受け取り外し。照明塔は現存）
- スコアボード：電球式　選手名：手動式

## 交通
- 鉄道：東武宇都宮線の南宇都宮駅と江曽島駅が最寄り駅。
- バス：JR宇都宮駅または東武宇都宮駅より関東バスの一条西川田東・総合運動公園西線（行先番号：31）に乗車、「市営球場入口」バス停より徒歩。